# Pheraspis spodea
Pheraspis spodea är en fjärilsart som beskrevs av Turner 1903. Pheraspis spodea ingår i släktet Pheraspis och familjen tandspinnare. Inga underarter finns listade i Catalogue of Life.